# Матвеевка (Кореневский район)
Матвеевка — деревня в Кореневском районе Курской области. Входит в состав Кореневского сельсовета.

## География
Деревня находится на реке Крепне (притоке Сейма), в 19 км от российско-украинской границы, в 91 км к юго-западу от Курска, в 7 км к востоку от районного центра — посёлка городского типа Коренево, в 5 км от центра сельсовета  — села Коренево.
Климат
Матвеевка, как и весь район, расположена в поясе умеренно континентального климата с тёплым летом и относительно тёплой зимой (Dfb в классификации Кёппена).

## Население
| 2002 | 2010 |
| ---- | ---- |
| 19   | ↘8   |

## Инфраструктура
Личное подсобное хозяйство. В деревне 15 домов.

## Транспорт
Матвеевка находится в 2,5 км от автодороги регионального значения 38К-030 (Рыльск — Коренево — Суджа), в 19 км от автодороги 38К-024 (Льгов — Суджа), в 4,5 км от автодороги 38К-006 (Коренево — Троицкое), на автодороге межмуниципального значения 38Н-564 (38К-030 — Каучук — 38К-024), в 6 км от ближайшей ж/д станции Коренево (линия 322 км — Льгов I).
В 142 км от аэропорта имени В. Г. Шухова (недалеко от Белгорода).